# Gaylord Cars

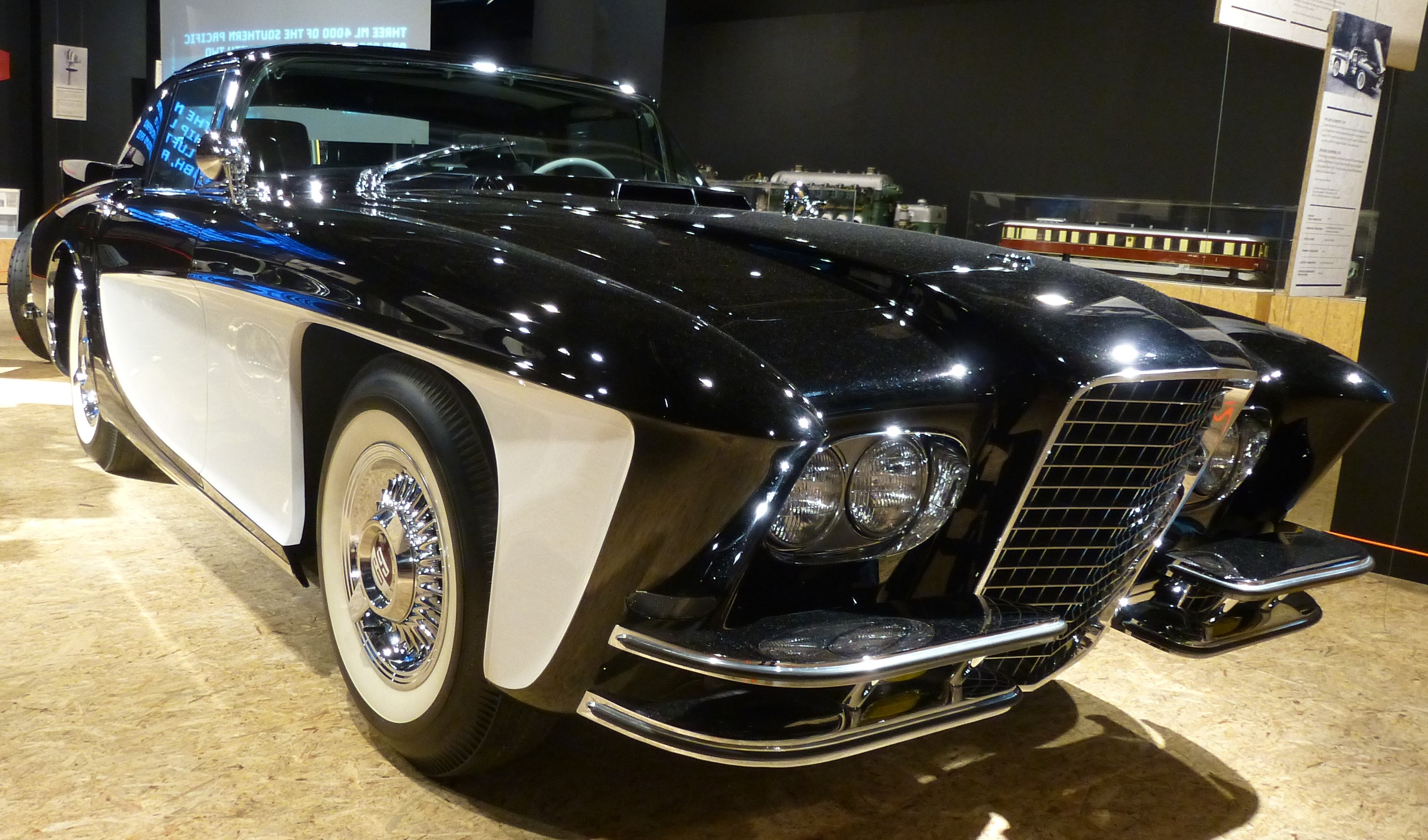
Gaylord Gladiator

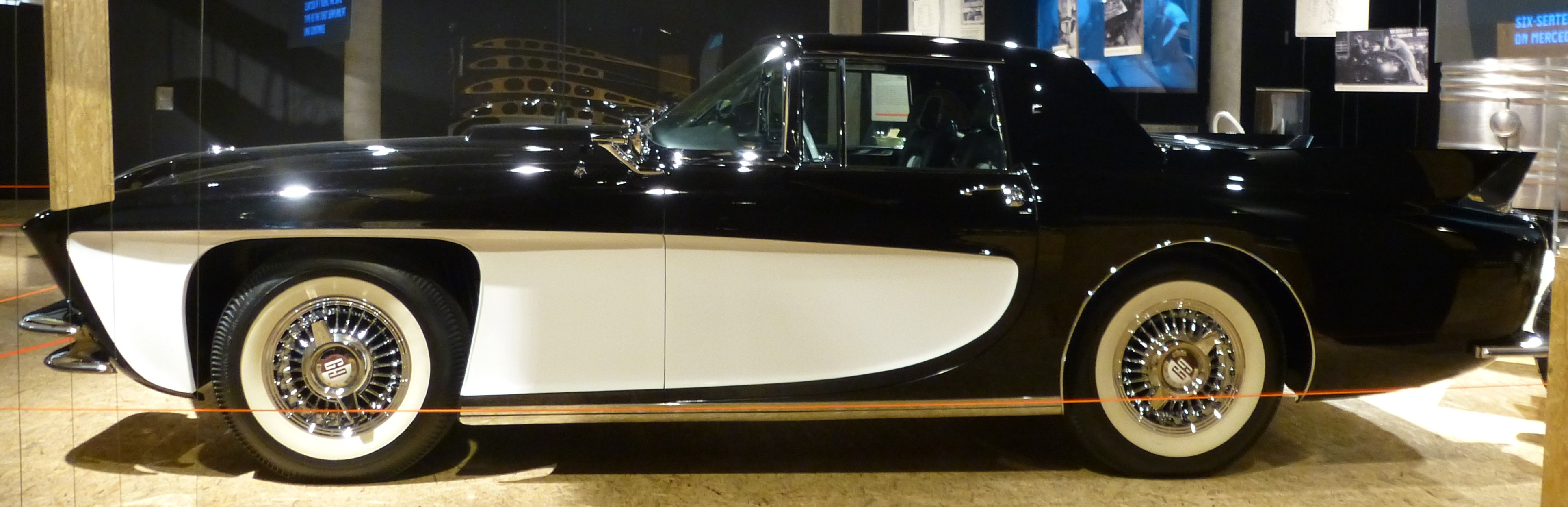
Seitenansicht

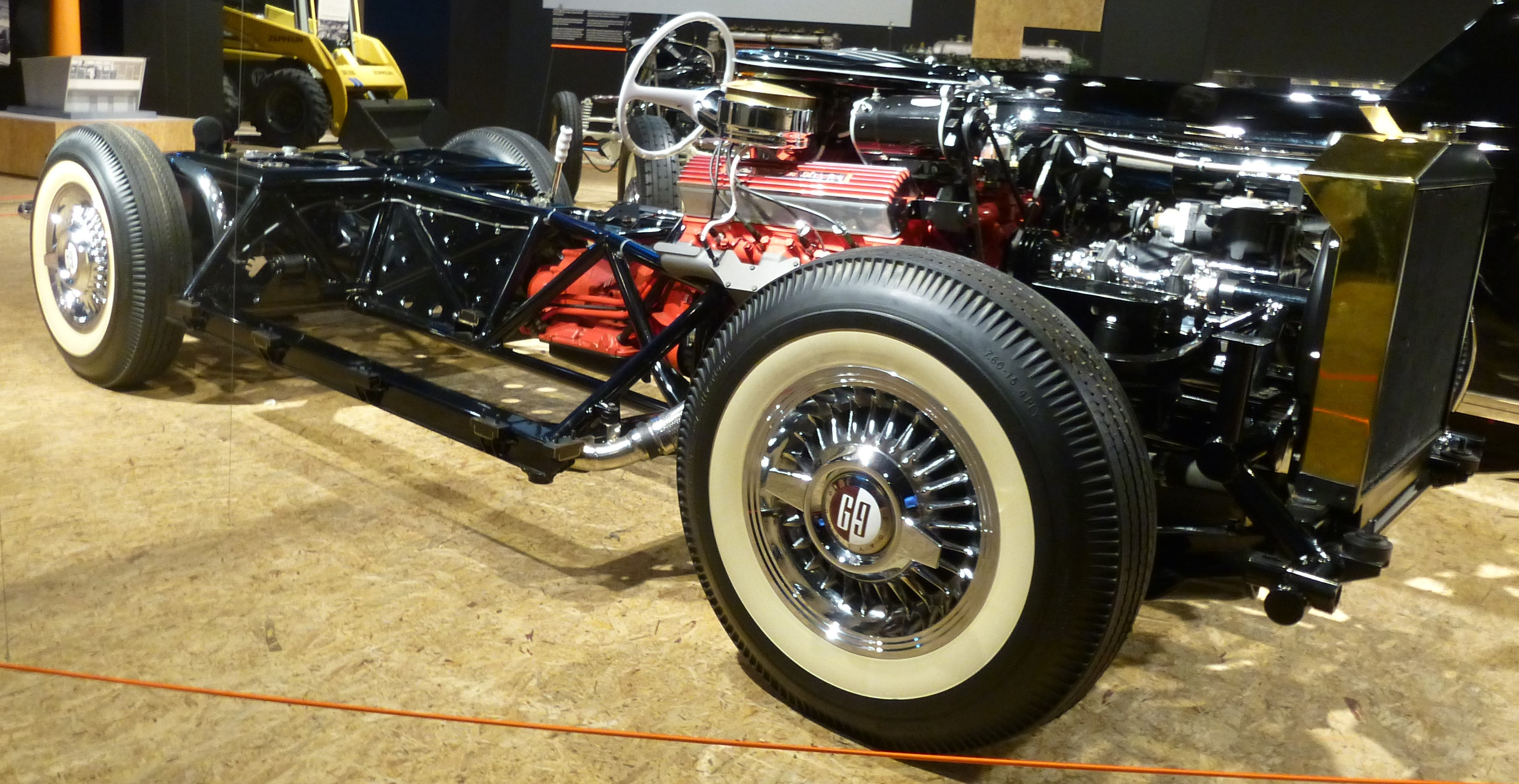
Fahrgestell

Die Gaylord Cars Ltd. war ein US-amerikanischer Automobilhersteller, der 1955 und 1956 in Chicago (Illinois) ansässig war. Gründer waren die Brüder James und Edward Gaylord. Brooks Stevens entwarf in ihrem Auftrag ein Sport-Coupé.

## Beschreibung
1955 erschien der Gaylord, dessen Karosserie mit extremer Trapezform bei Spohn in Ravensburg gefertigt wurde. Zum Antrieb diente der V8-Motor des Chrysler 300, der aus 5425 cm³ Hubraum eine Leistung von 300 bhp (221 kW) bei 5200 min−1 schöpfte. Das Fahrgestell aus Chrom-Molybdän-Stahlrohren wurde von Jim Gaylord entworfen und hatte einen Radstand von 2540 mm. Typisch für den Gaylord war sein schmaler, netzartiger Kühlergrill, der stark nach vorne geneigt war, und seine daneben angebrachten riesigen Einzelscheinwerfer. Der Verkaufspreis wurde mit 10.000 US-Dollar angegeben, aber 1955 entstand nur ein Prototyp.
1956 wurde eine überarbeitete Version vorgestellt. Die Einzelscheinwerfer waren Doppelscheinwerfern normaler Größe gewichen. Anstatt des Chrysler-Motors wurde nun der V8 des Cadillac Eldorado eingebaut. Das Aggregat hatte 5981 cm³ Hubraum und entwickelte 305 bhp (224 kW) bei 4700 min−1. Der Katalogpreis war auf 17.500 Dollar (2024: ca. 170.000 €) angestiegen. Wegen dieses hohen Preises konnten nur zwei Exemplare verkauft werden.